# NGC 381
NGC 381 je otvoreni skup u zviježđu Kasiopeji. 

## Vanjske poveznice
- SEDS: NGC 0381